# ジャン・リシャフォール
ジャン・リシャフォール（Jean Richafort, 1480年ごろ – 1547年ごろ）は盛期ルネサンス音楽の作曲家。フランドル楽派のひとりで、代表作に《ジョスカン・デプレ追悼のレクィエム》（1532年）がある。
おそらくエノー伯領の出身で、フランス語を母語に育ったらしい。状況証拠しかないのだが、おそらくジョスカンに師事したかもしれない。1507年から1509年までメヘレンの聖ロンボルト大聖堂の、1542年から1547年までブルッヘの聖ジル教会の聖歌隊長に就任している。この間の活動については、記録に大きな穴が空いていて、どうやらしばらくフランスの王室礼拝堂に関係していたらしい。リシャフォール作品のいくつかは、ルイ12世にかかわる公式行事のために作曲されているからである。1531年にハンガリー王妃マリアのブリュッセルの宮廷にも加わっていた可能性を示唆する文書がある。
リシャフォールはジョスカンの最初の後継世代を代表しており、音楽的に見ると、多くの点でジョスカンに従っている。いくつかの作品では、ジョスカン作品の断片を表敬の意味で引用している。リシャフォールが用いた作曲技法は、なめらかな対位法や通模倣など、当時の典型例が含まれているが、曲付けに気配りが行き届いていて、歌詞をはっきりと聞き取ることができる。
上記の6声の《レクィエム》のほか、ミサ曲、モテット、マニフィカトが多数あり、さらに数々のシャンソンと2つの世俗モテットがある。